# Simonsaari (ö i Norra Savolax, Nordöstra Savolax)
Simonsaari är en ö i Finland. Den ligger i sjön Ylä-Pieksä och i kommunen Kuopio (tidigare Juankoski) i den ekonomiska regionen  Nordöstra Savolax ekonomiska region  och landskapet Norra Savolax, i den centrala delen av landet, 400 km nordost om huvudstaden Helsingfors. Öns area är 0,3 hektar och dess största längd är 80 meter i sydöst-nordvästlig riktning.